# مقاطعة ديفيدسون (تينيسي)
مقاطعة ديفيدسون (بالإنجليزية: Davidson County, Tennessee)‏ هي إحدى مقاطعات ولاية تينيسي في الولايات المتحدة. تأسست سنة 1783، وتبلغ مساحتها 1362 كم2، بلغ عدد سكانها 648295 نسمة في عام 2010 حسب إحصاء مكتب تعداد الولايات المتحدة وتصل الكثافة السكانية فيها 438 نسمة/كم2.

## أعلام
- هنري جونسون
- واشنطن بارو
- ألفرد إي. جاكسون
- جيمس ك. جونز
- داني ديل
- نات لوف

## وصلات خارجية
- www.tn.gov/local/davidson.shtml